# زنان در اسپارتای باستان

«چرا شما زنان اسپارتایی تنها کسانی هستید که می‌توانید مرد را تحت سیطره داشته باشید؟»
«چون ما تنها کسانی هستیم که می‌تواند مرد متولد کند.»

گورگو، شهبانوی اسپارتا و همسر لئونیداس، به نقل از پلوتارک

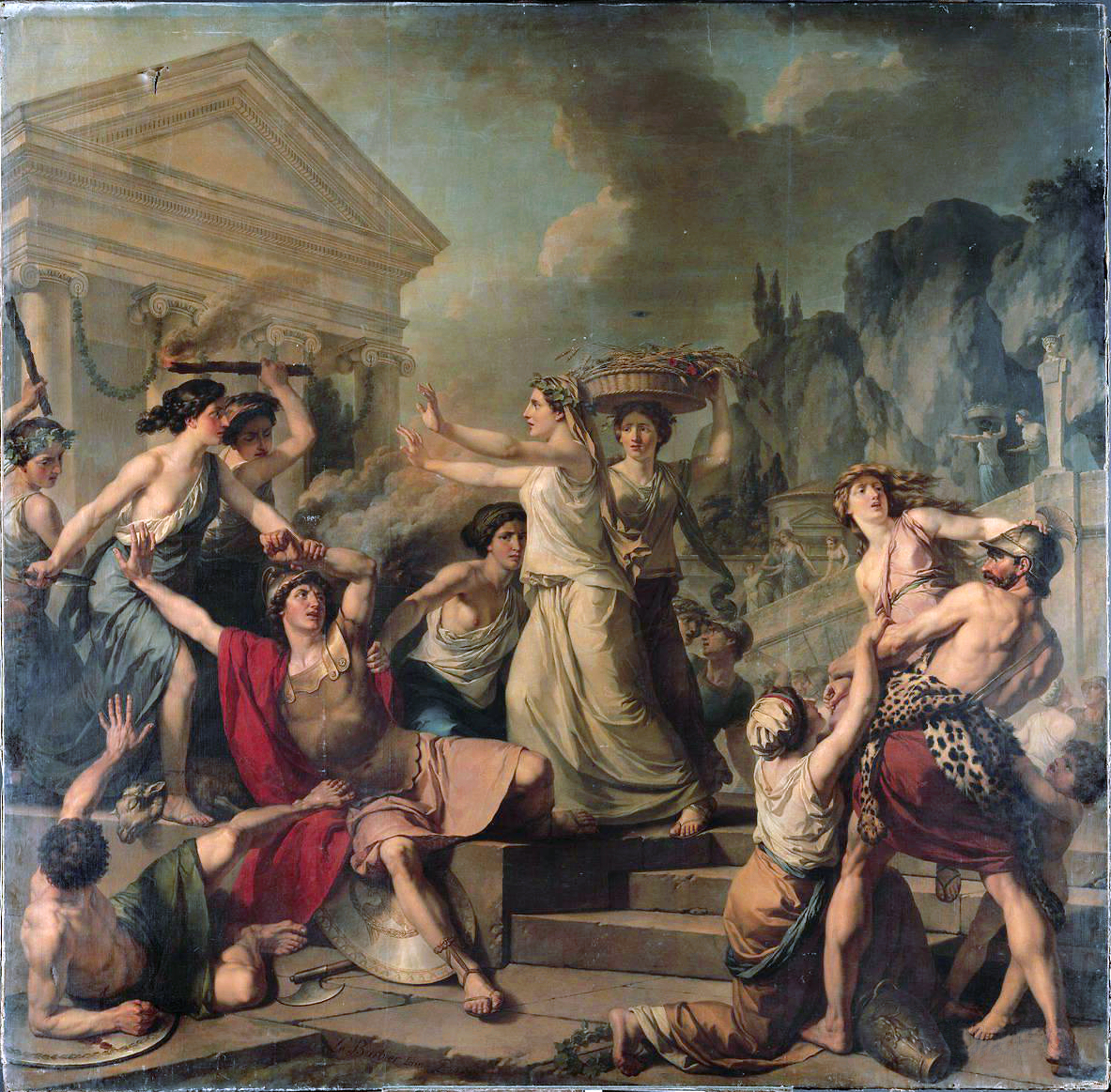
نقاشی از زنان در اسپارتای باستان

زنان در اسپارتای باستان زنان اسپارتای یونان باستان به خاطر داشتن آزادی بیشتر نسبت به زنان در سایر نقاط سرزمین یونان مشهور بودند. در خارج از شهر اسپارتا، زنان اسپارتی برای اختلاط و کنترل شوهران خود شهرتی به دست آورده بودند. بر خلاف همتایان آتنی، زنان اسپارتی می‌توانستند به ارث ببرند و اموال خود را به ارث بگذارند و معمولاً سواد بهتری داشتند. منابع نوشتاری باقیمانده محدود و عمدتاً از دیدگاه افرادی ساخته شده‌است که اسپارتایی نبوده‌اند.